# Riu Yarkand
El riu Yarkand (o riu Yarkent, Yeh-erh-ch'iang Ho) és un riu de la regió autònoma uigur de Xinjiang, a l'oest de la Xina. Neix a la glacera Rimo, a la serralada del Karakoram, i desemboca al riu Tarim. Tanmateix, en l'actualitat, el riu Yarkand desguassa a l'embassament de Shangyou, sense que les seves aigües arribin al riu Tarim. El riu Yarkand té aproximadament 1.332,25 km de longitud, amb un cabal mitjà de 210 m³/s i una conca hidrogràfica de 108.000 km².
Una part de la vall del riu és coneguda pels kirguisos com a Raskam, i el curs superior del mateix riu s'anomena riu Raskam. Un altre nom del riu és Zarafshan. La zona va ser reclamada pel governant d'Hunza.

## Curs del riu

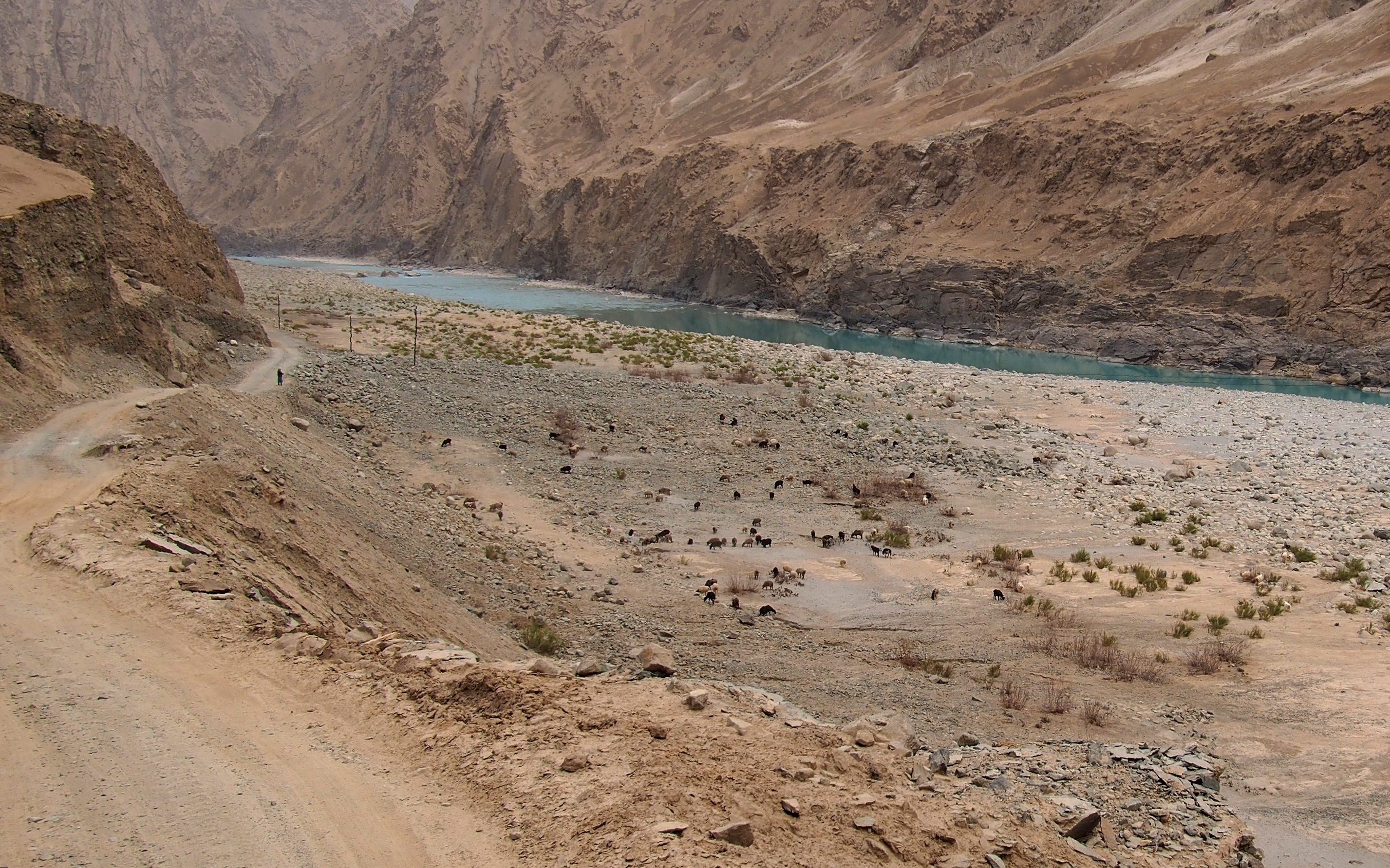
Ovelles a la riba del riu Yarkand

El riu neix a la glacera Rimo, a la gran serralada del Karakoram, a la regió fronterera entre l'Índia i Xinjiang, al sud de la prefectura de Kashgar. Flueix aproximadament cap al nord fins a arribar a les muntanyes Kunlun. Després es dirigeix cap al nord-est, on rep les aigües del riu Shaksgam, que s'origina a les nombroses glaceres que drenen els vessants septentrionals de la gran serralada del Karakorum.
A continuació, el riu Yarkand, es dirigeix cap al nord, a través de les muntanyes Bolor-Tagh, paral·leles a la vall de Tashkurgan, rebent finalment les aigües del riu Tashkurgan des de l'oest. A continuació el curs del riu és interromput per l'embassament d'Aratax, que es va completar el 2019 per emmagatzemar 2,2 km³ d'aigua, controlar les inundacions, facilitar el reg i la generació d'energia hidroelèctrica.
Després d'això, el riu gira cap al nord-est i entra a la conca del Tarim, formant un ric oasi que rega el comtat de Yarkand. Continuant cap al nord-est, rep el riu Kashgar des de l'oest, i finalment desemboca a l'embassament de Shangyou.
Tot i que originàriament el riu desembocava al riu Tarim, el desenvolupament al llarg del seu curs durant les últimes dècades ha esgotat el seu cabal. Entre el 1986 i el 2000, sols una vegada va desembocar al riu Tarim.

## Història

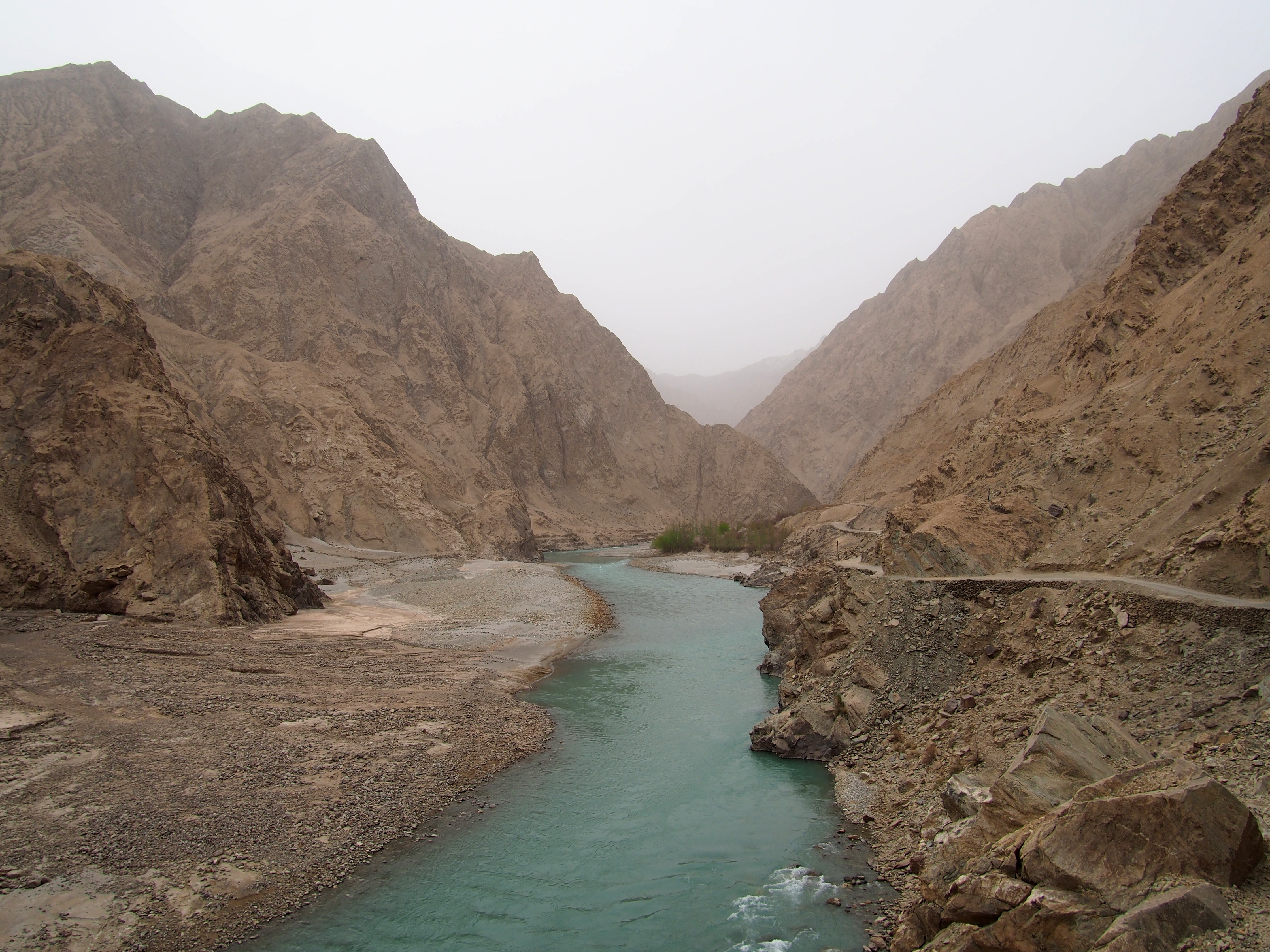
Riu Yarkand

L'antiga Ruta de la Seda cap al sud d'Àsia seguia la vall del riu Yarkand. Des d'Aksu la ruta seguia cap a Maral Bashi (Bachu), a la riba del riu Yarkand, fins a la ciutat de Yarkand (Shache). Des de Yarkand, la ruta creuava les muntanyes Bolor-Tagh a través de les valls fluvials del Yarkand i el Tashkurgan per arribar a la ciutat de Tashkurgan. Des d'allà es creuava la serralada del Karakoram per un dels passos occidentals (Kilik, Mintaka o Khunjerab) per arribar a Gilgit, al nord del Caixmir. Després la ruta es dirigia a Gandhara (els voltants de l'actual Peshawar). Els comerciants indis de Gandhara van introduir l'escriptura Kharosthi a la conca del Tarim, i els monjos budistes els van seguir, estenent el budisme. Es creu que el viatger budista xinès Fa Xian va seguir aquesta ruta.
Amb la conquesta àrab del Khorasan l'any 651 dC, la ruta principal de la seda cap a l'Àsia occidental es va interrompre i per contra va augmentar la importància de la ruta del sud d'Àsia. Gilgit, així com el Baltistan, són més anomenats a les cròniques xineses (sota els noms de Gran Po-lu i Petit Po-lu, de l'antic nom Bolor). La Xina va envair Gilgit l'any 747 dC per assegurar les seves rutes a Gandhara i evitar la influència tibetana. Però els efectes de la invasió semblen haver estat de curta durada, ja que el domini turc es va consolidar a Gilgit.
És possible que rutes comercials alternatives es desenvolupessin després d'aquest període entre Yarkand i el Ladakh a través de la vall de Karakash. La regió d'Hunza, contigua a Xinjiang, que contenia els passos per la serralada del Karakoram, va començar a separar-se de Gilgit com a estat independent al voltant de l'any 997, i les guerres intestines amb Gilgit i la veïna Nagar es van fer freqüents. La creixent importància de la ruta del Ladakh s'il·lustra amb les incursions realitzades per Mirza Abu Bakr Dughlat que va prendre el control de Kashgaria el 1465. El seu successor, el sultà Said Khan va llançar una invasió del Ladakh i el Caixmir el 1532, dirigida pel seu general Mirza Haidar Dughlat.